# Rząśnik (gmina)
Pour les articles homonymes, voir Rząśnik.
La gmina Rząśnik est un district administratif situé en milieu rural du powiat de Wyszków dans la voïvodie de Mazovie, dans le centre-est de la Pologne.
Son siège administratif (chef-lieu) est le village de Rząśnik, qui se situe environ 14 kilomètres au nord-ouest de Wyszków (siège du powiat) et 60 km au nord-est de Varsovie (capitale de la Pologne).
Elle s'étend sur 167,42 km2 et comptait une population de 7 016 habitants en 2016.

## Histoire
De 1973 à 1975, la gmina faisait partie du territoire de la voïvodie de Varsovie, puis de 1975 à 1998, de la voïvodie d'Ostrołęka.

Depuis 1999, la gmina Rząśnik est située dans la voïvodie de Mazovie

## Géographie

### Villages
La gmina de Rząśnik comprend les villages et localités de :

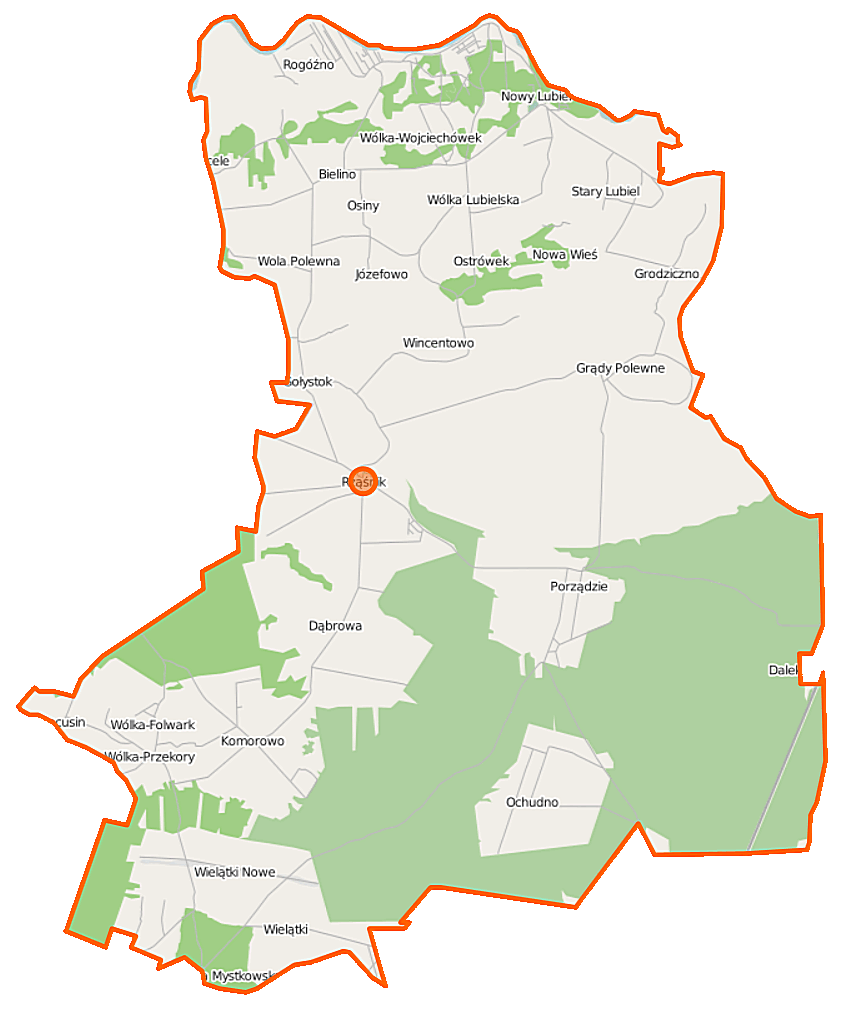
Plan de la gmina

- Bielino
- Dąbrowa
- Gołystok
- Grądy Polewne
- Grodziczno
- Janowo
- Józefowo
- Komorowo
- Nowa Wieś
- Nowe Wielątki
- Nowy Lubiel
- Nury
- Ochudno
- Osiny
- Ostrówek
- Plewica
- Porządzie
- Rogóźno
- Rząśnik
- Stary Lubiel
- Wielątki
- Wielątki-Folwark
- Wincentowo
- Wola Polewna
- Wólka Lubielska
- Wólka-Folwark
- Wólka-Przekory
- Wólka-Wojciechówek

### Gminy voisines
La gmina de Rząśnik est bordée des gminy voisines de :
- Brańszczyk
- Długosiodło
- Obryte
- Rzewnie
- Somianka
- Wyszków
- Zatory

## Structure du terrain
D'après les données de 2002, la superficie de la commune de Rząśnik est de 167,42 km2, répartis comme telle :
- terres agricoles : 57 %
- forêts : 37 %

La commune représente 19,1 % de la superficie du powiat.

## Démographie
Données du 30 juin 2004 :
| Description        | Total  | Total | Femmes | Femmes | Hommes | Hommes |
| ------------------ | ------ | ----- | ------ | ------ | ------ | ------ |
| Unité              | Nombre | %     | Nombre | %      | Nombre | %      |
| Population         | 6 616  | 100   | 3 269  | 49,4   | 3 347  | 50,6   |
| Densité (hab./km²) | 39,5   | 39,5  | 19,5   | 19,5   | 20     | 20     |